# Cole Hocker
Cole Hocker (Indianápolis, 6 de junio de 2001) es un deportista estadounidense que compite en atletismo, especialista en las carreras de mediofondo.
Participó en dos Juegos Olímpicos de Verano, obteniendo una medalla de oro en París 2024, en la prueba de 1500 m, y el sexto lugar en Tokio 2020, en la misma prueba.
Ganó una medalla de plata en el Campeonato Mundial de Atletismo en Pista Cubierta de 2024, en la prueba de 1500 m.

## Palmarés internacional
| Juegos Olímpicos                     | Juegos Olímpicos      | Juegos Olímpicos | Juegos Olímpicos |
| Año                                  | Lugar                 | Medalla          | Prueba           |
| ------------------------------------ | --------------------- | ---------------- | ---------------- |
| 2024                                 | París (Francia)       | Medalla de oro   | 1500 m           |
| Campeonato Mundial en Pista Cubierta |                       |                  |                  |
| Año                                  | Lugar                 | Medalla          | Prueba           |
| 2024                                 | Glasgow (Reino Unido) | Medalla de plata | 1500 m           |